# Tobia e l'angelo (romanzo)
Tobia e l'angelo è un romanzo per ragazzi dell'autrice italiana Susanna Tamaro del 1998.
Il titolo costituisce un richiamo al libro di Tobia dell'Antico Testamento.

## Storia editoriale
Il libro uscì per la Mondadori nel 1998 e fu riedito nel 2000. Nel 2002 fu incluso nel volume Il castello dei sogni: storie che parlano al cuore della collana economica Miti Mondadori, assieme alle altre opere Cuore di ciccia e Il Cerchio Magico della stessa autrice.  Nel 2007 fu ripubblicato dalla Salani, nel 2008 da La Scuola e nel 2011 dalla Giunti junior.

## Trama
Martina è una bambina di otto anni che vive in una grande città. Il matrimonio dei suoi genitori è in crisi; per contro, ella ha un forte rapporto col nonno materno, che le insegna a scoprire gli aspetti nascosti della realtà, come i linguaggi segreti di piante, animali e oggetti. Quando sono ai giardini pubblici fanno insieme un gioco in cui Martina si finge un cane, di nome Tobia, e il nonno la tiene per la sciarpa come se questa fosse un guinzaglio. Le fantasticherie di Martina sono mal viste dai genitori, che attribuiscono loro il cattivo rendimento scolastico della figlia.
Per un certo periodo il nonno non dà notizie di sé e, per di più, i genitori di Martina litigano in continuazione per causa sua, dei voti di Martina e per le colpe che ognuno attribuisce all'altra, al punto che una sera sua madre, al colmo dell'esasperazione, se ne va di casa. L'albero d'ippocastano davanti a casa, col quale Martina è solita confidarsi, le suggerisce di scappare a sua volta. Si trova così a vagare per la città addobbata di luci natalizie, in mezzo alla folla che fa shopping. Per ripararsi dal freddo s'infila in un cassonetto: lì viene notata da una barbona, che si presenta come la nobildonna Rattosa dei Turlucchi e la porta con sé nel suo "castello" (un riparo costruito con materiali recuperati dalla spazzatura). Martina vi stringe amicizia con Athos, un coniglio nano salvato dalla barbona, di cui racconta la storia: era una giovane povera di nome Pina che fu sposata da un nobile e che, rimasta vedova, fu scacciata dalle sue proprietà ad opera dei parenti del marito, nell'indifferenza dei figli.
La presenza di una bambina nella baracca di Pina viene segnalata alle autorità, che mandano la polizia a prelevare Martina, ma la bimba scappa e si rifugia in una stazione della metropolitana. La separazione da Athos le fa esprimere il desiderio di trovare un amico che possa rimanere con lei per sempre. Vede allora apparire una figura alata che sta sospesa a mezz'aria: si tratta del suo angelo custode, che le spiega di essere invisibile per tutti tranne che per lei. Tuttavia, dietro insistenza di Martina, che vuole avere una prova dei suoi poteri, le mostra anche gli angeli che custodiscono le altre persone. L'angelo parla a Martina del senso della vita e le spiega che le persone che la amano sono sempre con lei, anche quando fisicamente sono lontane.
Martina è poi restituita ai genitori, che nella sua ricerca si sono rappacificati. Incontra di nuovo anche il nonno, che era stato investito da un'auto ed era entrato in coma, da qui la sua lunga assenza. Alla fine ritrova anche Athos, giunto fino alla sua casa, e si propone di ritrovare Pina cercandola negli ospizi.

## Edizioni
- Susanna Tamaro, Tobia e l'angelo, collana Contemporanea, illustrazioni di Gabriella Giandelli, Milano, Mondadori, 1998, ISBN 88-04-45589-6.
- Susanna Tamaro, Tobia e l'angelo, collana Junior-10, illustrazioni di Gabriella Giandelli, n. 78, Milano, Mondadori, 2000, ISBN 88-04-47502-1.
- Susanna Tamaro, Tobia e l'angelo, in Il castello dei sogni: storie che parlano al cuore, collana I miti, n. 231, Milano, Mondadori, 2002, ISBN 88-04-50610-5.
- Susanna Tamaro, Tobia e l'angelo, illustrazioni di Simona Mulazzani, Milano, Salani, 2007, ISBN 978-88-8451-665-7.
- Susanna Tamaro, Tobia e l'angelo, Milano, Mondolibri, 2007.
- Susanna Tamaro, Tobia e l'angelo, a cura di Gabriella D'Anna, collana Oasi della lettura, Brescia, La Scuola, 2008, ISBN 978-88-350-2226-8.
- Susanna Tamaro, Tobia e l'angelo, collana Giunti ragazzi universale 10+. Serie oro, Firenze, Giunti junior, 2011, ISBN 978-88-09-76830-7.